# Kodály körönd (Metró Budapest)
Kodály körönd (früher: Körönd) ist eine 1896 eröffnete Station der Linie 1 (Földalatti) der Metró Budapest und liegt zwischen den Stationen Vörösmarty utca und Bajza utca.
Die Station befindet sich am gleichnamigen Platz (nach Zoltán Kodály benannten) an der Andrássy út im VI. Budapester Bezirk.

## Galerie

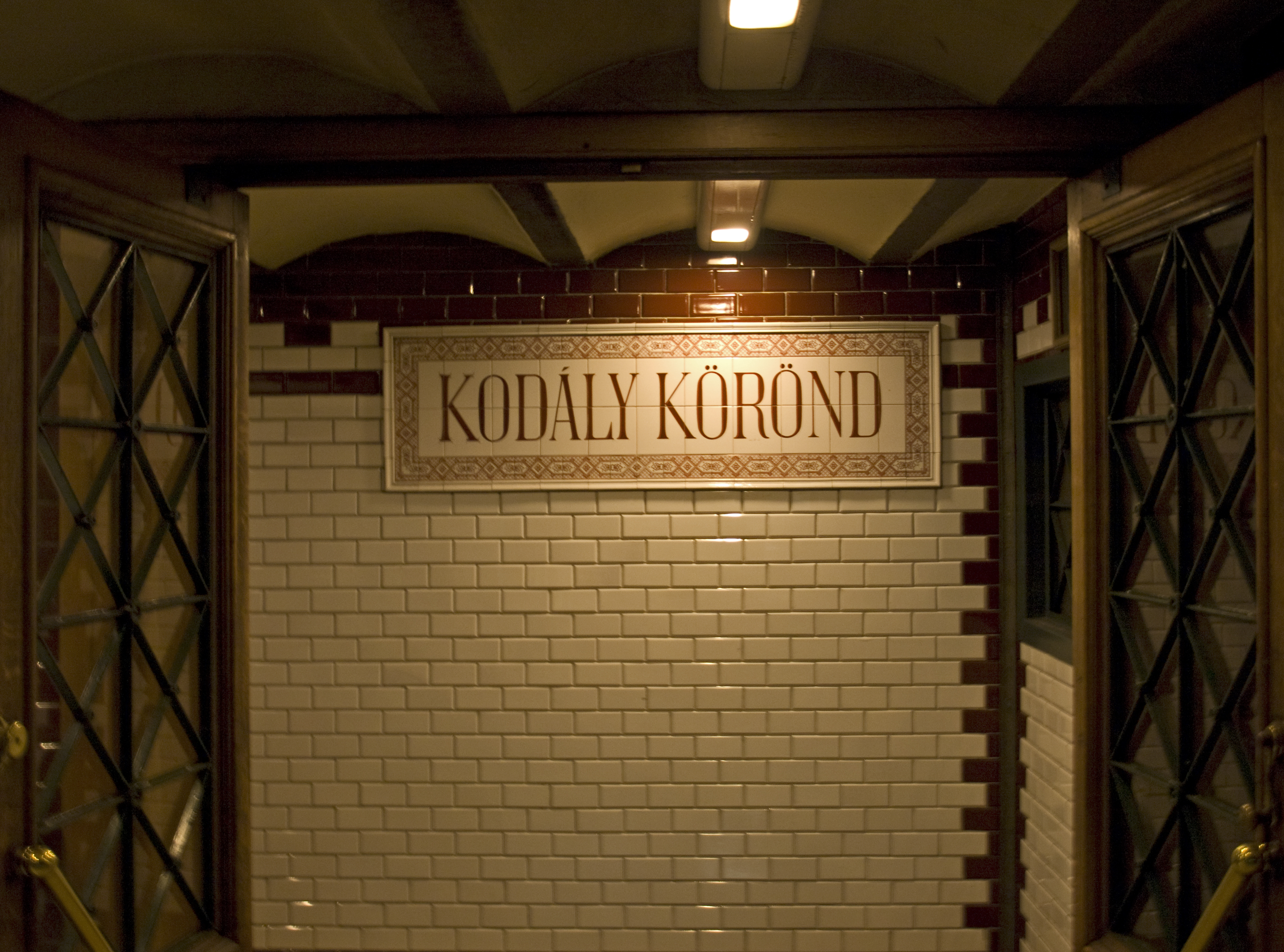
Stationsschild
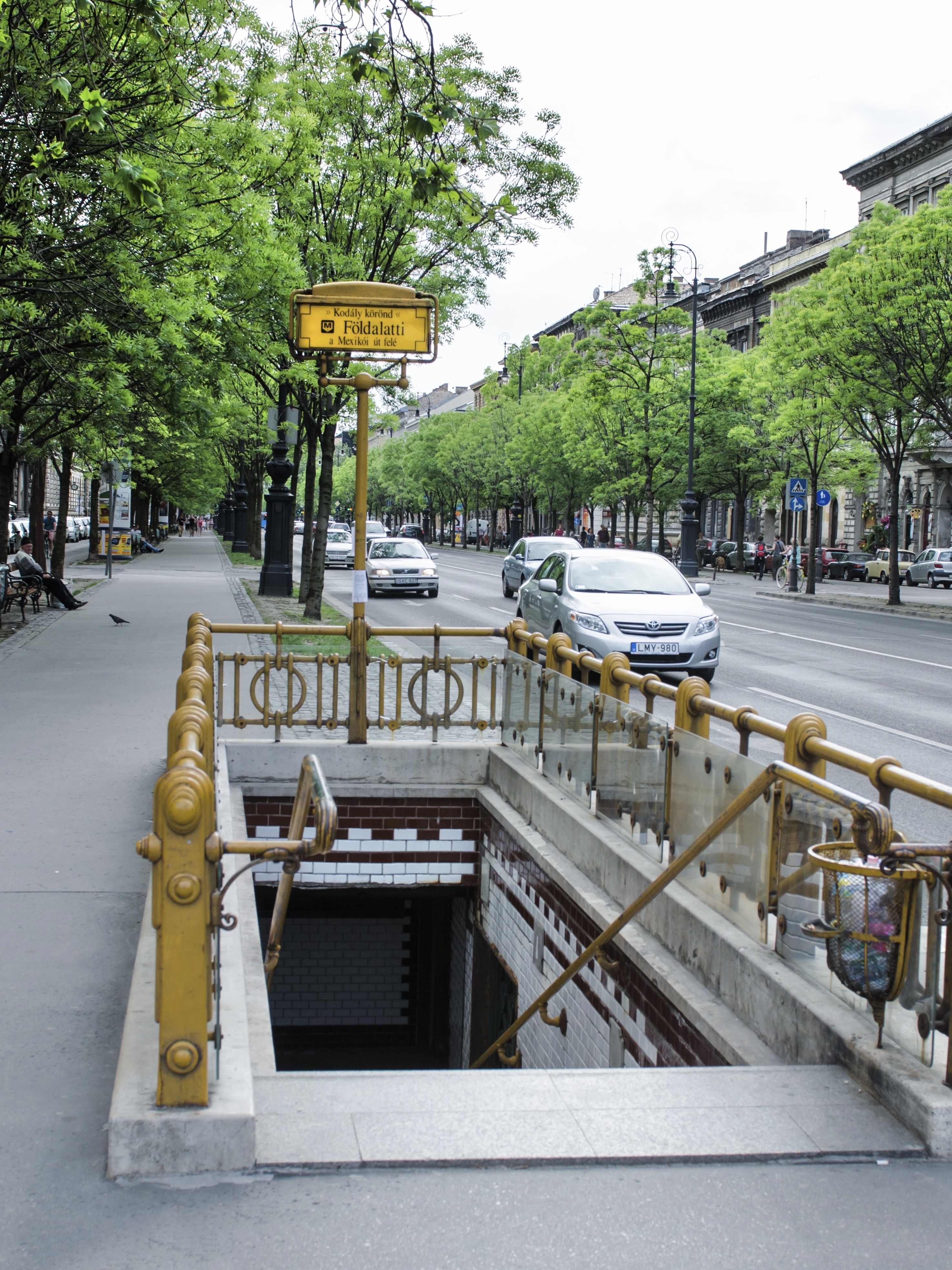
Zugang